# International Geomagnetic Reference Field
L’International Geomagnetic Reference Field (IGRF) è un modello matematico standard usato per descrivere il campo magnetico terrestre e le sue variazioni secolari. È stato ottenuto assemblando dati e informazioni raccolti mediante satelliti e osservatori da numerosi istituti di ricerca nel mondo.

## Modello matematico
Dal punto di vista matematico, il modello IGRF può essere ottenuto con il gradiente del potenziale scalare:
{\displaystyle {\vec {B}}=-\nabla V}
il potenziale scalare è a sua volta modellato come un'espansione in serie di armoniche sferiche:
{\displaystyle V(r,\phi ,\theta )=R\sum _{n=1}^{k}\left({\frac {R}{r}}\right)^{n+1}\sum _{m=0}^{n}\left[g_{n}^{m}\cos(m\phi )+h_{n}^{m}\sin(m\phi )\right]P_{n}^{m}\left(\cos \theta \right)}
dove {\displaystyle R} è il raggio equatoriale della Terra (6371,2 km secondo lo standard IGRF), {\displaystyle g_{n}^{m}} e {\displaystyle h_{n}^{m}} sono i coefficienti di Gauss e sono disponibili in forma tabulare, {\displaystyle r}, {\displaystyle \theta } e {\displaystyle \phi } sono le coordinate sferiche del punto di osservazione (distanza dal centro della Terra, colatitudine e longitudine est) e {\displaystyle P_{n}^{m}\left(\cos \theta \right)} è la funzione associata di Legendre di grado {\displaystyle n} e ordine {\displaystyle m} e vale:
{\displaystyle P_{n}^{m}(\cos \theta )=(-1)^{m}(\sin \theta )^{m/2}\ {\frac {d^{m}}{d(\cos \theta )^{m}}}P_{n}(\cos \theta )}
con
{\displaystyle P_{n}(\cos \theta )={\frac {1}{2^{n}n!}}\left[{\frac {d^{n}}{d(\cos \theta )^{n}}}\left((\cos \theta )^{2}-1\right)^{n}\right]}
I coefficienti di Gauss sono disponibili fino al 13º ordine e, a causa della variazione secolare del campo magnetico terrestre, vengono aggiornati ogni 5 anni.